# Atlantisch orkaanseizoen

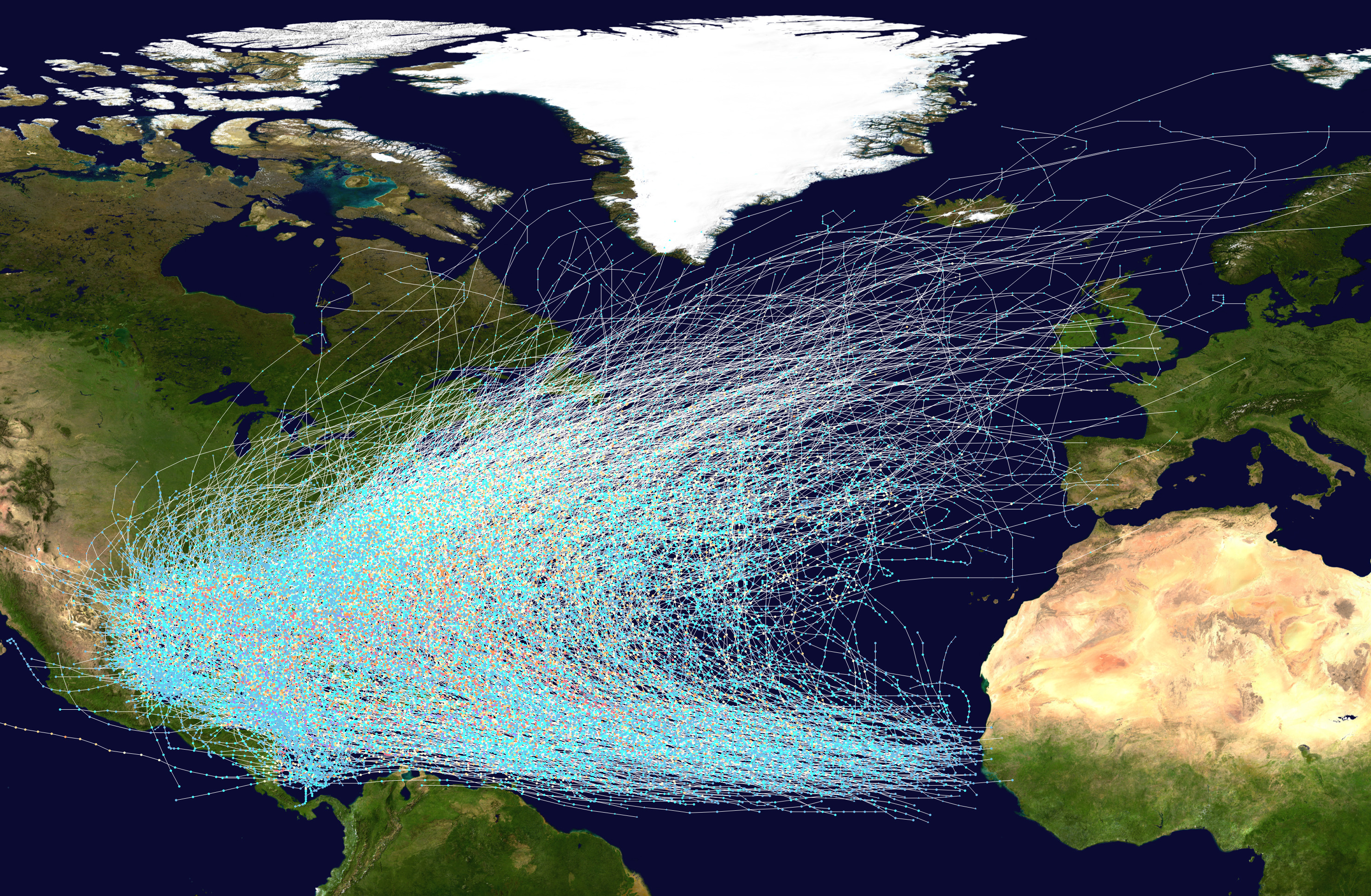
Routes van alle bekende tropische cyclonen van 1851 tot 2005

Het Atlantisch orkaanseizoen is de tijd waarin de meeste tropische cyclonen worden verwacht in het noorden van de Atlantische Oceaan. Het is momenteel gedefinieerd als het tijdsbestek van 1 juni tot en met 1 december, hoewel in het verleden het seizoen een korter (15 juni tot 31 oktober) tijdsbestek bedroeg. Tijdens het seizoen worden regelmatig tropische weersvooruitzichten uitgegeven door het National Hurricane Center. Het actiefste seizoen is 2005, waarin 28 tropische cyclonen ontstonden. In het seizoen van 1914 daarentegen ontstond slechts één tropische cycloon. 